# 上願
上願（535年）是南朝梁時期鄱陽地區領袖鮮于琛的年号。《資治通鑒》裏有一句的記載。

## 纪年
| 上願 | 元年  |
| ---- | ----- |
| 公元 | 535年 |
| 干支 | 乙卯  |

## 参看
- 中国年号索引
- 同期存在的其他政权年号
  - 大同（535年正月－546年四月）：南朝梁政權梁武帝萧衍的年号
  - 神嘉（525年十二月－535年三月）：北魏時期領導劉蠡升年号
  - 天平（534年十月－537年十二月）：東魏政权東魏孝靜帝元善見年号
  - 大統（535年正月－551年十二月）：西魏政权西魏文帝元宝炬年号
  - 章和（531年－548年）：高昌政权麴坚年号